# Рулёв, Александр Фёдорович
Александр Фёдорович Рулёв (1922—1945) — старший лейтенант Рабоче-крестьянской Красной Армии, участник Великой Отечественной войны, Герой Советского Союза (1944).

## Биография
Александр Рулёв родился в 1922 году в селе Буда (ныне — Угранский район Смоленской области). С раннего возраста проживал в Горловке, где окончил девять классов школы и водительские курсы, после чего работал на шахте. В 1941 году Рулёв был призван на службу в Рабоче-крестьянскую Красную Армию. В 1942 году он окончил Саратовское танковое училище. С 1943 года — на фронтах Великой Отечественной войны.
К июлю 1944 года старший лейтенант Александр Рулёв командовал ротой БТР 74-го отдельного мотоциклетного батальона 3-го танкового корпуса 2-й танковой армии 1-го Белорусского фронта. Отличился во время освобождения Польши. 23 июля 1944 года во главе механизированной группы Рулёв подошёл к вражескому оборонительному рубежу к северу от Люблина и атаковал его, нанеся противнику большие потери — 3 миномёта, 1 противотанковое орудие, 7 пулемётов, 50 солдат и офицеров (ещё 15 сдались в плен). В ходе дальнейшего наступления группа Рулёва перекрыла пути отхода вражеским войскам в районе деревень Поцеха и Милоцин, громя немецкие колонны и обозы. В бою за деревню Копсковоля Рулёв лично уничтожил 1 пулемёт и 13 вражеских солдат и офицеров.
Указом Президиума Верховного Совета СССР от 26 сентября 1944 года за «образцовое выполнение боевых заданий командования на фронте борьбы с немецкими захватчиками и проявленные при этом мужество и героизм» старший лейтенант Александр Рулёв был удостоен высокого звания Героя Советского Союза с вручением ордена Ленина и медали «Золотая Звезда» за номером 4568.
7 мая 1945 года Рулёв погиб в бою на территории Германии. Похоронен на центральной площади германского города Найдам.
Был также награждён орденом Красного Знамени.
В честь Рулёва названы улица и школа в Горловке.